# Ena Carlborg
Ena Margareta Carlborg Mannberg, född 26 december 1935 i Kisa, är en svensk skådespelare och dramapedagog. Hon var från 1961 gift med violinisten Karl-Ove Mannberg (1934–2024).

## Filmografi
- 1958 – Åsa-Nisse i kronans kläder
- 1963 – Sten Stensson kommer tillbaka
- 1978 – Skyll inte på mig (TV-serie)

## Teater

### Roller
| År   | Roll        | Produktion                                                                             | Regi             | Teater                      |
| ---- | ----------- | -------------------------------------------------------------------------------------- | ---------------- | --------------------------- |
| 1958 |             | Södercharmörer Ingmar Billow och Stig Browall                                          | Stig Browall     | Tantolundens friluftsteater |
| 1958 |             | Spöket på Canterville Oscar Wilde                                                      | Åke Edin         | Riksteatern                 |
| 1960 | Medverkande | Hagge Geigerts Visby-revy: Ett spel om den väg som till ruinen bär, revy Hagge Geigert | Hagge Geigert    | Borgen, Visby               |
| 1961 | Angélique   | Den inbillningssjuke Molière                                                           | Sandro Malmquist | Riksteatern                 |

### Fotnoter
1. ↑  Internet Movie Database, IMDb-ID: nm0137333co0047972, läst: 20 juli 2016.[källa från Wikidata]
2. 1 2 3  Sveriges befolkning 2000, Sveriges Släktforskarförbund, 2020, läst: 14 oktober 2021.[källa från Wikidata]
3. ↑  ”Ena Carlborg”. Svensk Filmdatabas. http://www.sfi.se/sv/svensk-filmdatabas/Item/?type=PERSON&itemid=65953&ref=%2ftemplates%2fSwedishFilmSearchResult.aspx%3fid%3d1225%26epslanguage%3dsv%26searchword%3dena+carlborg%26type%3dPerson%26match%3dBegin%26page%3d1%26prom%3dFalse. Läst 19 februari 2013.
4. ↑  Mannberg, Karl-Ove i Vem är det 1993
5. ↑  S B-l (16 juni 1958). ”'Södercharmörer' i Tantolunden”. Dagens Nyheter:  s. 14. http://arkivet.dn.se/arkivet/tidning/1958-06-16/160/14. Läst 18 mars 2016.
6. ↑  ”'Spöket' i Nyköping”. Dagens Nyheter:  s. 18. 17 oktober 1958. https://arkivet.dn.se/tidning/1958-10-17/282/18. Läst 25 december 2021.
7. ↑  ”Sommarrevy i Visby”. Dagens Nyheter:  s. 10. 6 juli 1960. http://arkivet.dn.se/arkivet/tidning/1960-07-06/180/10. Läst 21 januari 2016.
8. ↑  Ebbe Linde (5 oktober 1961). ”Molière gästar Karlstad”. Dagens Nyheter:  s. 14. https://arkivet.dn.se/tidning/1961-10-05/270/14. Läst 18 juli 2018.